# Wijaya FC
El Wijaya FC es un equipo de fútbol de Brunéi Darussalam que juega en la Brunei Super League, la primera división de fútbol en el país.

## Historia
Fue fundado en el año 2000 en la capital Bandar Seri Begawan y es uno de los equipos fundadores de la Brunei Super League en 2012.
El club fue campeón de la anterior liga (Liga B) en la temporada de 2003. así como un torneo de copa y una supercopa.

## Palmarés
- Brunei Premier League: 1

2003
- Copa FA de Brunéi: 1

2002
- Super Copa de Brunéi: 1

2003